# František Křelina starší
František Křelina starší (11. června 1922 Chlumec nad Cidlinou – 27. června⁠ 2000) byl český architekt působící zejména v Hradci Králové.

## Studium
Vystudoval Vysokou školu architektury a pozemního stavitelství ČVUT v Praze, kterou dokončil v roce 1949.

## Práce v Stavoprojektu Hradec Králové

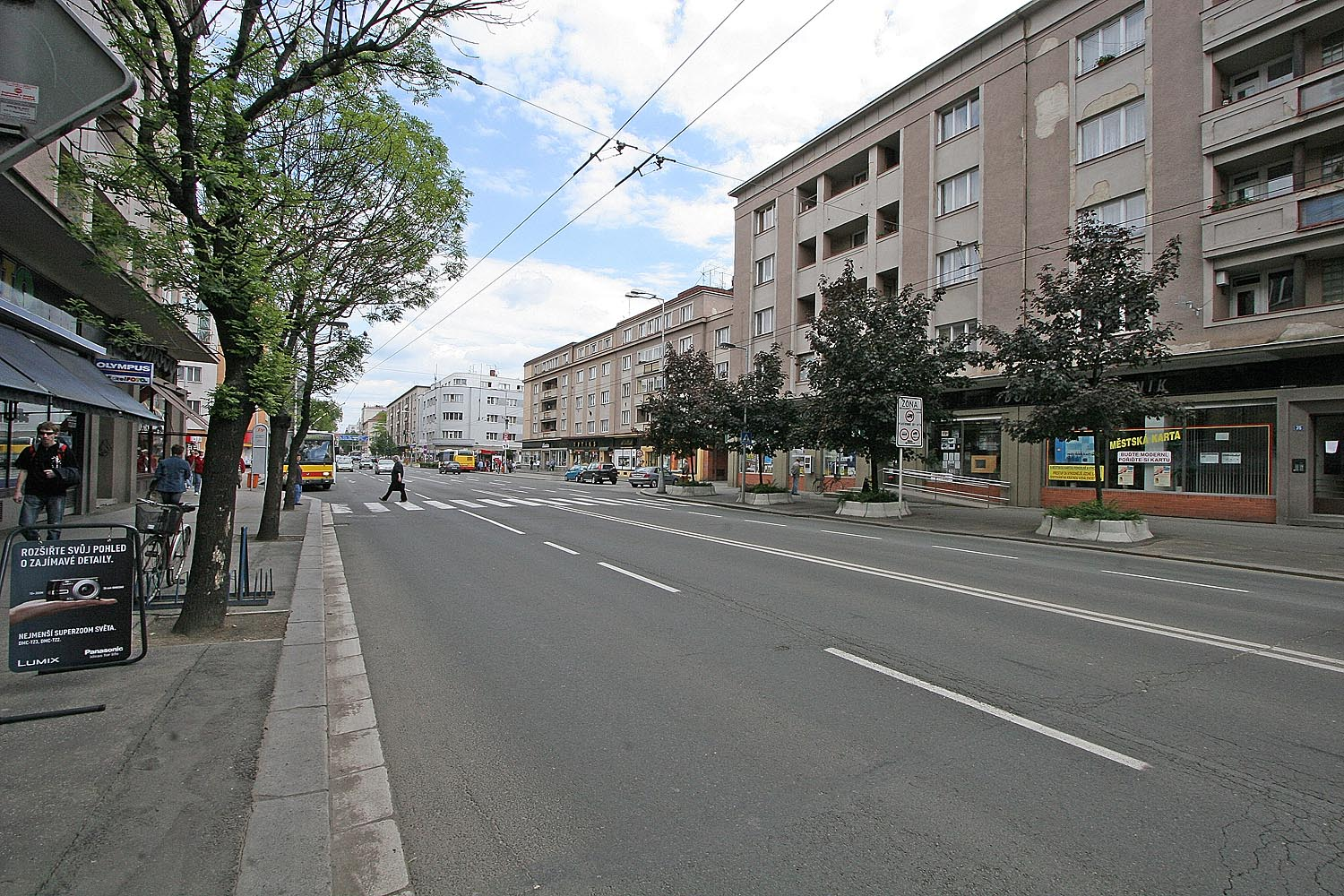
Gočárova třída

V roce 1949 (ihned po škole) nastoupil do nově vzniklého Stavoprojektu v Hradci Králové, v němž např. spolupracoval s Janem Rejchlem a v němž společně s Břetislavem Petránkem a Václavem Rohlíčkem zpracovávali urbanistický rozvoj města Hradce Králové.
V návaznosti na to došlo k dostavbě dvou hlavních bulvárů ve městě. Křelina společně s Petránkem stáli v letech 1955 až 1958 za dostavbou bulváru Gočárovy třídy směrem k nádraží, kde byly postaveny domy čp. 1225 až 1229 a 1260 až 1265. Jednalo se o bytové domy s vestavěnou občanskou vybaveností včetně restaurací. Stál rovněž za podobou integrovaného domu na Dukelské třídě a přístavbou pavilonu patologicko-anatomické polikliniky fakultní nemocnice.
Podle Křelinova návrhu byl v 60. letech stavěn královéhradecký Zimní stadion (dokončen 1979).
Dlouhou dobu předsedal hradecké pobočce Svazu českých architektů i poradnímu sboru pro architekturu a urbanismus Městského národního výboru v Hradci Králové. Ateliér ve Stavoprojektu v Hradci Králové vedl až do začátku roku 1987, takřka do svých 65. narozenin.

### Sídliště Moravské Předměstí

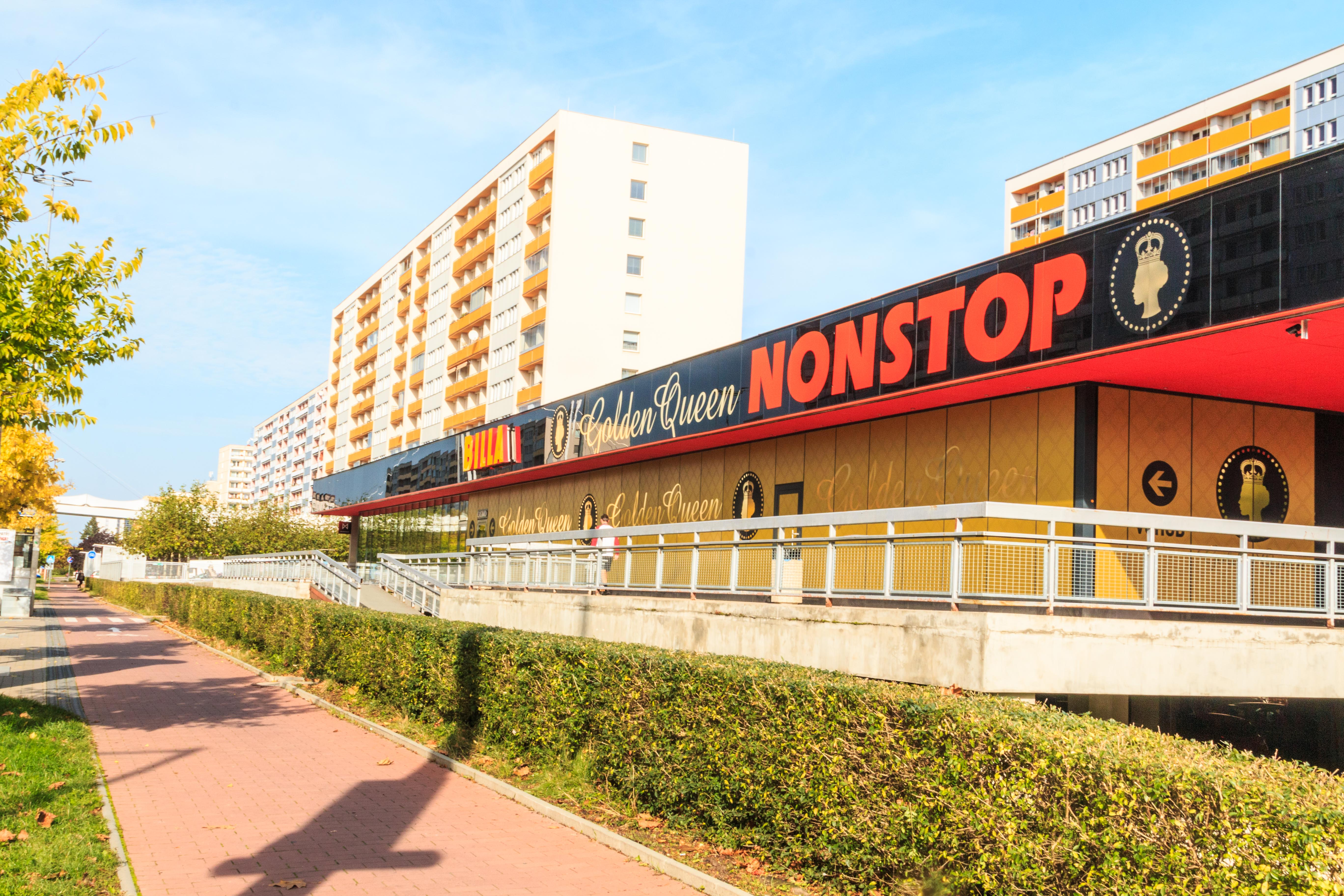
Sídliště Moravské Předměstí, třída Edvarda Beneše

V roce 1967 proběhla anonymní architektonická, resp. urbanistická soutěž na největší sídliště v Hradci Králové – sídliště Moravské Předměstí, v níž se umístil na druhém místě. Vyhráli Karel Marhold a Jiří Němec z pražského ČVUT, ale Křelina se následně stal členem týmu realizujícího sídliště. Oproti projektu došlo k řadě změn, na což měl vliv zejména počátek normalizace, ale Marholdův a Němcův urbanistický koncept byl zachován. V roce 1969 zpracovali podrobný územní plán řešeného území. V roce 1973 se Křelina stal hlavním projektantem sídliště a řadu projektů dotvořil. Sídliště získalo řadu ocenění. V roce 1977 získal návrh centrální třídy (dnes třída Edvarda Beneše) dokonce 1. místo v soutěži o nejlepší stavbu ČSR v celostátní soutěži organizované tehdejším ministerstvem výstavby a techniky a zároveň 2. místo v soutěži architektonických prací členů Svazu českých architektů.

### Výstavba Třince
Od 50. let 20. století začalo být v Třinci připravováno sídliště Lyžbice. Nejprve byl pověřen ostravský Stavoprojekt, v roce 1954 se však generálním projektantem stal Stavoprojekt v Hradci Králové a hlavním projektantem byl jmenován právě František Křelina. Byl pověřen zpracováním územního plánu nově vznikajícího hutnického města. Tomuto rozsáhlému projektu se s celým ateliérem věnoval až do roku 1976. Křelinovo sídliště se stalo novým centrem města.

## Rodina
Jeho synem je architekt František Křelina mladši (1951).jeho dcera je MUDr. Božena Jurašková, Ph.D, významná lékařka v oboru geriatrie

## Ocenění
V roce 1965 mu bylo propůjčeno vyznamenání Za zásluhy o výstavbu.
V roce 1977 získal návrh centrální třídy na sídlišti Moravské Předměstí (dnes třída Edvarda Beneše) 1. místo v soutěži o nejlepší stavbu ČSR v celostátní soutěži organizované tehdejším ministerstvem výstavby a techniky a 2. místo v soutěži architektonických prací členů Svazu českých architektů.
V roce 1987 byl navržen na krajskou Cenu Josefa Gočára.
V roce 1988 obdržel Cenu Josefa Havlíčka, rovněž za návrh a realizaci sídliště Moravské Předměstí.